# Irrécupérable
Irrécupérable est une série de comic books écrite par Mark Waid et dessinée par Peter Krause, Diego Barreto, Eduardo Barreto. Elle est publiée par l'éditeur Boom! Comic à partir d'avril 2009. Ils ont été traduits pour la première fois en français chez Delcourt en 2010.

## Histoire
Le Plutonien était le plus grand super-héros sur Terre. Il a passé sa vie à se sacrifier pour sauver et protéger le monde. Il est désormais le plus grand super-vilain et s'attaque au monde entier. Ses anciens coéquipiers, membres du Paradigme, sont également menacés. Ces derniers tentent de comprendre ce qui est arrivé à celui qui était le meilleur d'entre eux.

## Personnages
- Le Plutonien
- Les membres du Paradigme : Qubic, Bette, Gilgamesh, Samsarah, Cary, Scylla, Volt, Kaidan...
- Super-vilain et meilleur ennemi du Plutonien : Modeus.

## Éditions
Cette série de 7 albums a été publiée chez Delcourt entre 2010 et 2013 au format cartonné.